# Bräcke distrikt
Bräcke distrikt är ett distrikt i Bräcke kommun och Jämtlands län. Distriktet ligger omkring Bräcke i sydöstra Jämtland. 

## Tidigare administrativ tillhörighet
Distriktet inrättades 2016 och utgörs av Bräcke socken i Bräcke kommun.
Området motsvarar den omfattning Bräcke församling hade 1999/2000.

## Tätorter och småorter
I Bräcke distrikt finns en tätort och en småort.

### Tätorter
- Bräcke

### Småorter
- Bensjö